# 红旗街道 (大兴安岭地区)
红旗街道是中华人民共和国黑龙江省大兴安岭地区加格达奇区下辖的一个街道办事处。

## 行政区划
红旗街道下辖以下村级行政区划单位：
安悦社区、阳光社区和青松苑社区。